# Skedsmo
Gmina Skedsmo (norw. Skedsmo kommune) – norweska gmina leżąca w regionie Akershus. Jej siedzibą jest miasto Lillestrøm.
Skedsmo jest 399. norweską gminą pod względem powierzchni.

## Demografia
Według danych z roku 2005 gminę zamieszkuje 42 094 osób. Gęstość zaludnienia wynosi 544,98 os./km². Pod względem zaludnienia Skedsmo zajmuje 15. miejsce wśród norweskich gmin.
| ludność stan na 1 stycznia 2005 |         |           |        |
|                                 | kobiety | mężczyźni | razem  |
| osób                            | 20 766  | 21 328    | 42 094 |
| %                               | 49,33%  | 50,67%    | 100%   |

| wykształcenie stan na 1 października 2004 |        |         |        |        |
|                                           | podst. | średnie | wyższe | niezn. |
| osób                                      | 5989   | 18 168  | 7483   | 1162   |
| %                                         | 18,26% | 55,39%  | 22,81% | 3,54%  |

## Edukacja
Według danych z 1 października 2004:
- liczba szkół podstawowych (norw. grunnskolar): 16
- liczba uczniów szkół podst.: 5762

## Władze gminy
Według danych na rok 2011 administratorem gminy (norw. rådmann) jest Torstein Leiro, natomiast burmistrzem (norw. ordfører, d. borgermester) jest Anita Orlund.